# Ангел Дончев (революционер)
Вижте пояснителната страница за други личности с името Ангел Дончев.
Ангел Дончев (или Дончов) е български революционер, деец на Вътрешната македоно-одринска революционна организация.

## Биография
Ангел Дончев е роден в 1881 година в сярското село Кула, тогава в Османската империя, днес в Гърция. По професия е шивач. Влиза във ВМОРО. Четник е на Гоце Делчев и участва в последната битка на войводата на 4 май 1903 година в село Баница.
При избухването на Балканската война в 1912 година е доброволец в Македоно-одринското опълчение. Служи в четата на Георги Занков и в 1 рота на 11 сярска дружина. Носител е на орден „За храброст“ ІІІ степен.
Убит е от михайловисти по обвинение, че е участвал в заговора за убийството на Тодор Александров.